# Liste Martin Luther als Namensstifter
Der Name Martin Luthers steht für zahlreiche nach ihm benannte geographische Objekte, Institutionen sowie Bau- und Kunstwerke.

## Geographische Objekte
- Lutherstadt
- Martin-Luther-Platz (Begriffsklärung)
- Martin-Luther-Straße (Begriffsklärung)
- Lutherweg Thüringen und Lutherweg Sachsen (Fernwanderwege)
- Lutherweg 1521 (von Worms zur Wartburg)
- Lutherweg (in anderen Bundesländern)

## Astronomische Objekte
- (7100) Martin Luther (Asteroid)

## Organisationen
- Lutherische Kirchen („Lutheraner“)
- Lutherische Liturgische Konferenz
- Lutherischer Weltbund
- Lutherischer Weltkonvent
- Lutherische Klasse
- Luther-Akademie
- Martin-Luther-Bund
- Lutheriden-Vereinigung
- Lutherkonvent
- Rat der Evangelisch-Lutherischen Kirche Deutschlands (Lutherrat)

## Institutionen
- Martin-Luther-Universität Halle-Wittenberg
- Luthergedenkstätten in Sachsen-Anhalt
- Martin-Luther-Gymnasium (Begriffsklärung)
- Martin-Luther-Schule (Begriffsklärung)

## Bauwerke
- Martin-Luther-Denkmal
- Martin-Luther-Kirche
- Lutherfriedhof (Begriffsklärung)
- Lutherbrunnen (Begriffsklärung)
- Lutherbrücke
- Luthergarten
- Luthergeburtshaus
- Lutherhalle
- Martin-Luther-Haus (Begriffsklärung)
- Martin-Luther-Krankenhaus (Begriffsklärung)

## Weiteres
- Lutherrose
- Luther-Schwan
- Luther (Zeitschrift)
- Lutherrock
- Martin-Luther-Medaille
- Martin Luther King
- Preis „Das unerschrockene Wort“
- Zugtaufe eines Intercity-Express-Fahrzeuges